# Суровов, Сергей Борисович
Сергей Борисович Суровов — ректор Саратовской государственной юридической академии (2006—2019), государственный деятель в сфере образования Российской Федерации и Саратовской области.

## Биография
Сергей Борисович Суровов родился 31 октября 1956 года в городе Саратове.
- 1974 год — окончил среднюю школу.
- 1980 год — окончил исторический факультет Саратовского государственного университета.
- 1980—1984 годы — работа в школе города Ртищева учителем истории и трудового обучения. Работа учителем истории, методистом школы рабочей молодежи (вечерней школы) № 7 города Саратова, затем — военным руководителем и учителем истории в средней школе № 10 города Саратова.
- 1984—1992 годы — директор средней школы № 10 города Саратова.
- 1992—1994 годы — заведующий отделом образования администрации Октябрьского района города Саратова.
- 1994—1996 годы — начальник управления образования администрации города Саратова.
- 1996—1998 годы — начальник управления образования и науки, министр общего и профессионального образования, заместитель министра, председатель комитета по общему образованию Саратовской области.
- 1998 год — июль 1999 года — доцент кафедры политических наук, проректор по довузовскому образованию Саратовского государственного университета.
- июль 1999—2003 годы — министр образования Саратовской области.
- 2003—2006 годы — депутат Государственной Думы Федерального Собрания Российской Федерации. Заместитель председателя комитета по образованию и науке Госдумы. 21 января 2006 сложил полномочия в связи с назначением на должность проректора, и. о. ректора Саратовской государственной академии права[1]. Освободившийся мандат перешел Василию Тетерину[2].
- с 30 марта 2006 года — 11 октября 2019 года — ректор Саратовской государственной юридической академии. Депутат Саратовской областной Думы (2007—2019), заместитель председателя фракции «Единая Россия» в областной думе, председатель Совета ректоров вузов Саратовской области[3].

## Награды

### Государственные награды
- Заслуженный учитель Российской Федерации[4]

### Ведомственные награды
- Отличник народного просвещения РСФСР

### Региональные награды
- Почетная грамота Саратовской областной Думы (10 июня 2014)[5]

## Критика
Деятельность С. Б. Суровова неоднократно подвергалась критике, как со стороны местных так и московских СМИ.